# Pontevedra
 For alternative betydninger, se Pontevedra (disambiguation). (Se også artikler, som begynder med Pontevedra (disambiguation))
Pontevedra er en by beliggende i provinsen Pontevedra i Galicien i det nordvestlige Spanien.